# Ol'ga Mel'nik
Ol'ga Ivanovna Mel'nik (in russo Ольга Ивановна Мельник?; Sovetskij, 12 maggio 1974) è un'ex biatleta russa.

## Biografia
In Coppa del Mondo ottenne il primo risultato di rilievo il 19 gennaio 1995 a Oberhof (6ª), il primo podio il 9 dicembre successivo a Östersund (2ª) e la prima vittoria il 7 dicembre 1996 nella medesima località.
In carriera prese parte a un'edizione dei Giochi olimpici invernali, Nagano 1998 (13ª nell'individuale, 2ª nella staffetta), e a tre dei Campionati mondiali, vincendo tre medaglie.

## Palmarès

### Olimpiadi
- 1 medaglia:
  - 1 argento (staffetta[2] a Nagano 1998)

### Mondiali
- 3 medaglie:
  - 2 argenti (individuale[2] a Ruhpolding 1996; gara a squadre[2] a Osrblie 1997)
  - 1 bronzo (staffetta[2] a Osrblie 1997)

### Coppa del Mondo
- Miglior piazzamento in classifica generale: 9ª nel 1996
- 11 podi (4 individuali, 7 a squadre[1]), oltre a quelli ottenuti in sede olimpica e iridata e validi anche ai fini della Coppa del Mondo:
  - 6 vittorie (1 individuale, 5 a squadre)
  - 3 secondi posti (2 individuali, 1 a squadre)
  - 2 terzi posti (1 individuale, 1 a squadre)

#### Coppa del Mondo - vittorie
| Data             | Località          | Nazione  | Spec.                                                        |
| ---------------- | ----------------- | -------- | ------------------------------------------------------------ |
| 7 dicembre 1996  | Östersund         | Svezia   | SP                                                           |
| 8 dicembre 1996  | Östersund         | Svezia   | RL (con Galina Kukleva, Anna Volkova e Ol'ga Romas'ko)       |
| 15 dicembre 1996 | Oslo Holmenkollen | Norvegia | RL (con Galina Kukleva, Nadežda Talanova e Ol'ga Romas'ko)   |
| 12 gennaio 1997  | Ruhpolding        | Germania | TM (con Galina Kukleva, Ol'ga Romas'ko e Nadežda Talanova)   |
| 19 gennaio 1997  | Anterselva        | Italia   | RL (con Galina Kukleva, Nadežda Talanova e Ol'ga Romas'ko)   |
| 11 gennaio 1998  | Ruhpolding        | Germania | TM (con Galina Kukleva, Nadežda Talanova e Al'bina Achatova) |

Legenda:

SP = sprint

RL = staffetta

TM = gara a squadre